# 花白温泉
花白温泉（はなしろおんせん）は、岐阜県恵那市山岡町（旧美濃国）にある温泉。

## 泉質
- 単純放射能冷鉱泉
  - 泉温　17.1℃
- 源泉温泉が低いため、加温されている。

## 温泉地
土岐川沿いにある花白温泉駅前に日帰り温泉施設「花白温泉」が1軒存在するが、長期休業中である。
浴室は内風呂のみ。館内にある食堂「花白茶屋」では、恵那名産の細寒天を使った花白寒天ラーメンが味わえる。

## 歴史
江戸時代より薬湯として知られていた。天明の大飢饉の時は、地元の人々の命を救ったという記録が残っている。
寛政3年（1791年）には、感謝を込めて、薬師如来が設置された。

## アクセス
- 明知鉄道明知線花白温泉駅より徒歩すぐ。

- 中央自動車道恵那ICより車で40分。